# 南岭鸡眼藤
南岭鸡眼藤（学名：Morinda nanlingensis）为茜草科巴戟天属下的一个变种。

## 扩展阅读
維基物種上的相關：南岭鸡眼藤